# NGC 3921
NGC 3921 أو إن جي سي 3921 هي مجرة تقع في شمال كوكبة الدب الأكبر. تم اكتشافها في 14 أبريل 1789 من قبل ويليام هيرشل، ويبعد 59 مليون سنة ضوئية.